# Mycetophila armatura
Mycetophila armatura är en tvåvingeart som beskrevs av Freeman 1951. Mycetophila armatura ingår i släktet Mycetophila och familjen svampmyggor. Inga underarter finns listade i Catalogue of Life.